# Fuga para a Vitória
Fuga para a Vitória (em inglês:  Escape to Victory) é um filme de guerra esportivo britano-estadunidense de 1981 dirigido por John Huston e estrelado por Sylvester Stallone, Michael Caine, Max von Sydow e Pelé. O filme segue prisioneiros de guerra aliados que estão detidos em um campo de prisioneiros da Alemanha Nazista durante a Segunda Guerra Mundial, onde são postos para jogarem uma partida de futebol contra um time alemão.
O filme recebeu grande atenção em seu lançamento nos cinemas, pois estrelou os jogadores de futebol profissionais Bobby Moore, Osvaldo Ardiles, Kazimierz Deyna, Paul Van Himst, Mike Summerbee, Hallvar Thoresen, Werner Roth e Pelé. Vários jogadores do time do Ipswich Town também estiveram no filme, incluindo John Wark, Russell Osman, Laurie Sivell, Robin Turner e Kevin O'Callaghan. Yabo Yablonsky escreveu o roteiro, com o filme sendo inscrito no 12º Festival Internacional de Cinema de Moscou.

## Enredo
Durante a Segunda Guerra Mundial, uma equipe de prisioneiros de guerra aliados, treinada e liderada pelo capitão inglês John Colby, jogador de futebol profissional do West Ham United antes da guerra, concorda em jogar uma partida amistosa para a propaganda nazista contra um time alemão.
Colby, por ser o capitão da equipe, escolhe o seu elenco de jogadores. Outro prisioneiro de guerra, Robert Hatch, um americano que está servindo no Exército Canadense, é inicialmente preterido por Colby, mas eventualmente incomoda o relutante capitão em deixá-lo entrar na equipe atuando como treinador do time, já que Hatch precisa estar com o grupo para facilitar sua próxima tentativa de fuga.
Os oficiais superiores de Colby tentam repetidamente convencê-lo a usar a partida como uma oportunidade para uma tentativa de fuga, mas Colby recusa consistentemente, temendo que tal tentativa só resulte na morte de seus jogadores. Enquanto isso, Hatch planeja sua tentativa de fuga não relacionada, com os superiores de Colby concordando em ajudar Hatch se ele, em troca, concordar em viajar para Paris, contatar a Resistência Francesa e tentar convencê-los a ajudar o time de futebol a escapar do campo nazista.
Hatch consegue escapar do campo de prisioneiros e encontrar a Resistência em Paris. A Resistência inicialmente acredita que será muito arriscado ajudar na fuga do time, mas ao perceber que o jogo será no Estádio Colombes, planeja a fuga usando um túnel que vai do sistema de esgoto parisiense até os chuveiros do vestiário dos jogadores. Eles convencem Hatch a se deixar ser recapturado pelos alemães para que possa repassar essa informação aos principais oficiais britânicos no campo de prisioneiros.
Hatch é então recapturado. Entretanto ele é colocado em confinamento solitário e, portanto, os prisioneiros não sabem se a resistência francesa os ajudará. Colby diz aos alemães que precisa de Hatch no time porque ele é o goleiro reserva e o goleiro titular, Tony Lewis, quebrou o braço; o próprio Colby, após convencer Lewis, causa uma fratura pisando no braço dele, uma vez que os alemães iriam enviar uma equipe médica para atestar a lesão em Lewis antes de permitirem que Hatch se junte ao time dos aliados.
No dia do jogo, os prisioneiros então deixam o campo alemão escoltados pelos nazistas rumo a Paris para jogarem a partida; os nazistas pretendem prende-los novamente logo após a realização do jogo. Os membros da Resistência cavam túneis através do esgoto até chegarem no vestiário dos visitantes, onde os aliados estarão se preparando para a partida. Um pouco antes da partida começar, a equipe aliada é informada para encontrar a Resistência no vestiário durante o intervalo do jogo para realizar a fuga pela rede de esgoto parisiense. Após os alemães terminarem o primeiro tempo vencendo por 4-1, a equipe convence Hatch a voltar a campo no segundo tempo, em vez de liderar a fuga com a Resistência conforme planejado.
Apesar dos árbitros serem fortemente tendenciosos em relação aos alemães, e a seleção alemã ter causado várias lesões deliberadas aos jogadores aliados, um empate 4-4 é alcançado após grandes atuações de Luis Fernandez, Carlos Rey e Terry Brady. Hatch joga como goleiro e faz excelentes defesas, incluindo uma defesa de pênalti próxima ao fim da partida, impedindo uma vitória dos alemães. Depois que Hatch salva a equipe aliada de uma derrota, a multidão francesa invade o campo em direção aos jogadores para festejar; alguns dos espectadores ajudam os jogadores aliados a se disfarçarem no caos para que possam escapar, com todo o time atravessando sorrateiramente os portões do estádio para a liberdade.

## Elenco
Os jogadores:
- Sylvester Stallone como Capitão Robert Hatch
- Michael Caine como Capitão John Colby
- Pelé como Cabo Luis Fernandez
- Bobby Moore como Terry Brady
- Osvaldo Ardiles como Carlos Rey
- Paul Van Himst como Michel Fileu
- Kazimierz Deyna como Paul Wolchek
- Hallvar Thoresen como Gunnar Hilsson
- Mike Summerbee como Sid Harmor
- Co Prins como Pieter Van Beck
- Russell Osman como Doug Clure
- John Wark como Arthur Hayes
- Søren Lindsted como Erik Ball
- Kevin O'Callaghan como Tony Lewis

Os alemães:
- Max von Sydow como Major Karl von Steiner
- Gary Waldhorn como treinador Hauptmann Rainer Mueller
- George Mikell como Comandante
- Werner Roth como Baumann, capitão da equipe alemã

Os franceses:
- Amidou como André
- Benoît Ferreux como Jean Paul Rémy
- Zoltán Gera como Viktor
- Carole Laure como Renée

Os ingleses:
- Tim Pigott-Smith como Major Rose
- Julian Curry como comandante de ala Shurlock
- Clive Merrison como o falsificador de documentos
- Maurice Roëves como Pyrie
- Michael Cochrane como Farrell
- Daniel Massey como Coronel Waldron

## Produção

### Desenvolvimento e escrita do roteiro
Rodado na Hungria, o filme é baseado no drama húngaro de 1962 Két félidő a pokolban, dirigido por Zoltán Fábri, que ganhou o prêmio da crítica no Festival de Cinema de Boston de 1962.
O filme foi inspirado no mito da Partida da Morte, no qual o time do Dínamo de Kiev derrotou soldados alemães enquanto a Ucrânia era ocupada por tropas alemãs na Segunda Guerra Mundial. Segundo o mito, como resultado da vitória, todos os ucranianos foram fuzilados. A verdadeira história, no entanto, é consideravelmente mais complexa, pois o time disputou uma série de partidas contra equipes alemãs, saindo vitorioso em todas elas, antes de qualquer um dos jogadores do Dínamo ser enviado para campos de prisioneiros pela Gestapo. Quatro jogadores foram documentados como mortos pelos alemães, mas muito depois das datas das partidas que venceram.

### Cenas de futebol
Fuga para a Vitória contou com muitos jogadores de futebol profissionais, tanto do time dos aliados quanto do time alemão. Muitos dos jogadores de futebol que apareceram no filme vinham do clube inglês Ipswich Town FC, que era na época um dos times de maior sucesso da Europa (tendo vencido, inclusive, a Copa da UEFA de 1980–81). Apesar de não aparecerem na tela, o goleiro inglês Gordon Banks, vencedor da Copa do Mundo de 1966 com a Seleção Inglesa, e Alan Thatcher estiveram intimamente envolvidos no filme, trabalhando com Sylvester Stallone em suas cenas de goleiro. A revista Sports Illustrated disse que "o jogo foi maravilhosamente fotografado por Gerry Fisher, sob a direção do diretor da segunda unidade, Robert Riger". Pelé recebeu créditos pela concepção e ensinamento de várias técnicas de dribles de futebol para alguns atores.
Como o filme se passa nos primeiros anos da ocupação alemã da França (provavelmente entre 1941 ou 1942), o personagem de Pelé, o cabo Luis Fernandez, é identificado como sendo de Trinidad e Tobago, e não do Brasil (que é o país de origem do jogador). Os brasileiros não entraram na guerra contra as Potências do Eixo até 1943, com a Força Expedicionária Brasileira chegando à Itália somente em 1944. Da mesma forma, o personagem do astro argentino Osvaldo Ardiles, Carlos Rey, não é identificado como sendo de nenhum país em particular.

## Música
O compositor americano Bill Conti escreveu a partitura do filme, que se baseia fortemente no primeiro e no último movimentos da Sinfonia nº 7 de Dmitri Shostakovich, a "Sinfonia de Leningrado", particularmente o tema da marcha do primeiro movimento, que é citado quase literalmente. Conti mais tarde empregaria uma prática semelhante ao reaproveitar grande parte do Concerto para violino de Tchaikovsky para o filme Os Eleitos (1983). Embora a Sinfonia nº 7 fosse supostamente destinada a representar a resistência ao nazismo repressivo quando estreou durante a Segunda Guerra Mundial, Shostakovitch comentou em particular que se tratava de uma crítica musical a todo tipo de tirania e opressão, inclusive de sua terra natal: a União Soviética, na época liderada por Josef Stalin.
No final do filme, a última parte da Sinfonia nº 5 de Shostakovich também é usada para significar a conclusão triunfante da história. No entanto, embora a música possa cumprir explicitamente seu papel em Fuga para a Vitória, acredita-se que Shostakovich escreveu a trilha para sugerir regozijo forçado sob uma força autoritária. De forma mais prosaica, a música também presta homenagem à partitura de Elmer Bernstein para o filme The Great Escape (1963).
Em 2005, a gravadora Prometheus Records lançou uma edição limitada da trilha sonora de Conti.

## Recepção

### Crítica
No Rotten Tomatoes, o filme tem uma taxa de aprovação de 70% com base em dez críticas. No Metacritic, Fuga para a Vitória possui a pontuação 57/100 com base em dez críticas.

## Remake
Em março de 2019, foi anunciado que Jaume Collet-Serra dirigirá um remake intitulado Victory. Um rascunho foi escrito por Gavin O'Connor e Anthony Tambakis em 2017, com Tambakis reescrevendo. Gianni Nunnari e Bernie Goldman foram planejados como os produtores.